# William Bligh
William Bligh (Saint Tudy, 9 settembre 1754 – Londra, 6 dicembre 1817) è stato un ufficiale britannico, noto per essere stato al comando della HMS Bounty durante il celebre ammutinamento.

## Biografia
Nato nel piccolo villaggio di Saint Tudy, nei pressi della città di Bodmin (Cornovaglia), fu figlio unico di Francis Bligh, morto il 27 dicembre 1780, e di Jane Pearce, che morì quando il giovane William aveva 14 anni. A sette anni fu assegnato come servitore personale del comandante della HMS Monmouth nel 1762. A quel tempo era una pratica abbastanza diffusa entrare giovanissimi nella Royal Navy con lo scopo di trascorrere il più velocemente possibile il periodo minimo necessario per una veloce promozione ai gradi successivi. Nel 1770 prestò servizio sulla HMS Hunter e divenne aspirante guardiamarina (allora detto midshipman) nel 1771 a bordo della HMS Crescent dove rimase in servizio per tre anni, per poi passare a bordo della HMS Ranger. Nel 1776 Bligh fu scelto dal capitano James Cook per il suo sfortunato viaggio a bordo della HMS Resolution durante il quale Cook trovò la morte alle Hawaii.
Bligh ritornò in patria nel 1780 consegnando un esauriente resoconto del viaggio e della morte di Cook. Dopo un periodo di ferma di circa un anno, il 4 febbraio 1781 Bligh sposò Elizabeth Betham, figlia di un funzionario in servizio nella cittadina di Douglas, sull'Isola di Man, subito dopo aver raggiunto il grado di sottotenente di vascello. Tornato in servizio dopo pochissimi giorni dal matrimonio a bordo della HMS Belle Poule, nell'agosto di quell'anno partecipò alla battaglia di Dogger Bank, durante la quarta guerra anglo-olandese e nel 1782 si adoperò per la difesa di Gibilterra contro la flotta spagnola.

### L'ammutinamento dell'HMSBounty

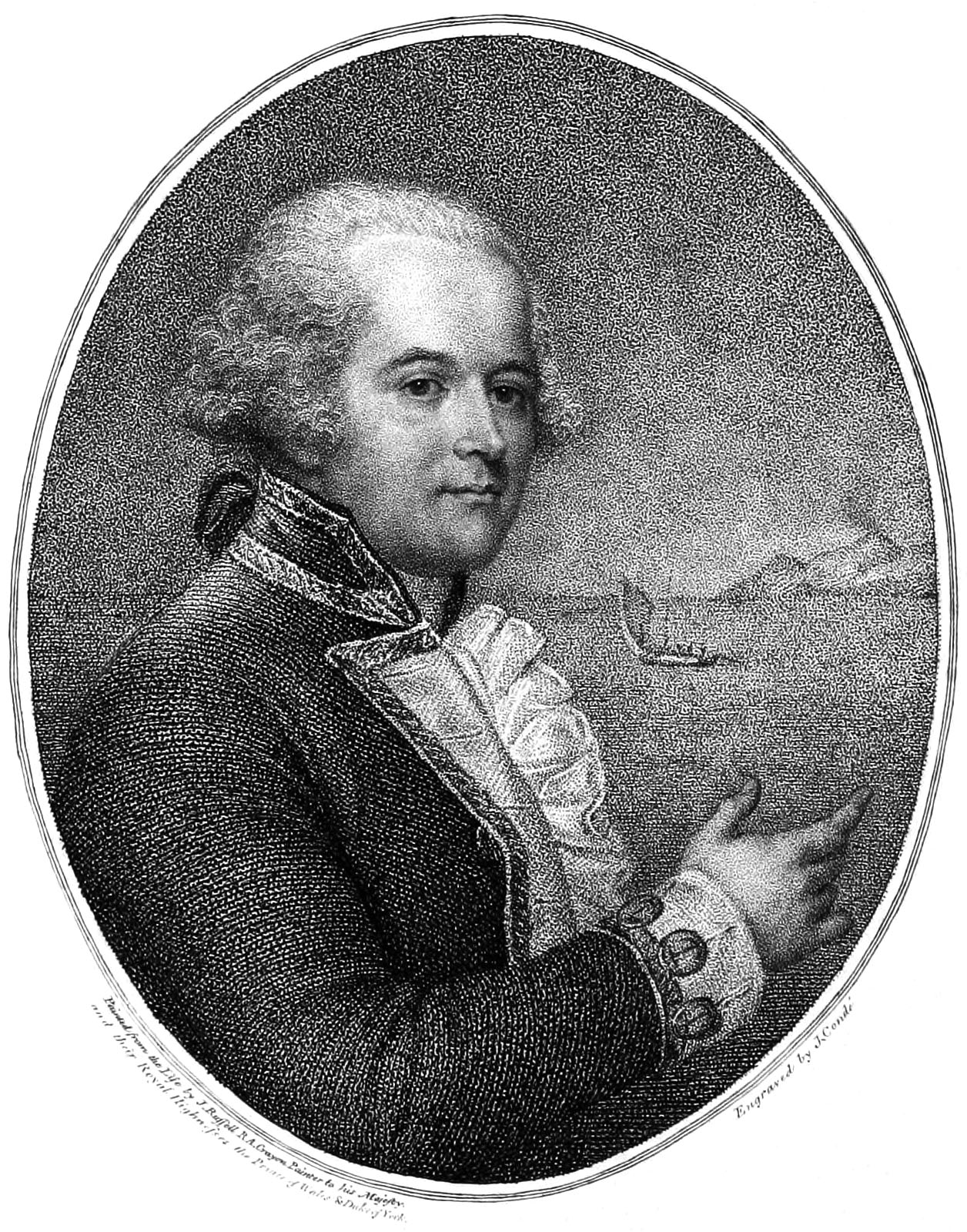
Foto del ritratto a stampa di Bligh preso dal frontespizio dell'edizione del 1792 del suo resoconto sull'ammutinamento del Bounty dal titolo A Voyage to the South Sea, Undertaken by Command of His Majesty, for the Purpose of Conveying the Bread-fruit Tree to the West Indies, in His Majesty's Ship the Bounty, Commanded by Lieutenant William Bligh.

Tra il 1783 ed il 1787 Bligh prestò servizio nella marina mercantile e fu assegnato, col grado di tenente, al comando del  Bounty, per volontà del naturalista e botanico inglese Joseph Banks, per una spedizione scientifica organizzata dalla Royal Society for the encouragement of Arts, Manufactures & Commerce e diretta a Tahiti con lo scopo di prelevarvi alcune piante dell'albero del pane. Il Bounty salpò il 23 dicembre 1787 ed il viaggio verso Tahiti si rivelò molto arduo, e dopo aver tentato senza successo di doppiare il famigerato Capo Horn, la nave si diresse verso il Capo di Buona Speranza costringendo la nave ad un grave ritardo su quanto programmato. Bligh giunse a Tahiti nell'aprile di quello stesso anno e fu costretto ad un ulteriore ritardo per attendere la maturazione dell'albero del pane.
Il 28 aprile 1789 un gruppo di ammutinati, capitanati dal secondo ufficiale Fletcher Christian, costrinsero Bligh e diciotto marinai rimastigli fedeli ad abbandonare la nave a bordo di una lancia con cibo e acqua per pochi giorni e con solo un sestante. Nonostante fosse una impresa disperata, dopo circa 47 giorni Bligh riuscì a condurre i suoi uomini prima verso l'atollo di Tofua per approvvigionarsi, poi a raggiungere l'isola di Timor, perdendo un solo uomo.

### La carriera successiva
Le ragioni dell'ammutinamento sono ancora oggetto di dibattito, tuttavia in patria Bligh fu sottoposto alla corte marziale ed esonerato dal comando per la perdita del Bounty (la corte marziale era obbligatoria per chi perdeva una nave), ma restò in servizio nella Royal Navy. Nel 1790 fu promosso comandante e fu assegnato al HM Brig-sloop Falcon; sempre nello stesso anno fu promosso capitano e assegnato al comando del HMS Medea. Dal 1791 al 1793 fu assegnato in servizio sullo Sloop-of-war HMS Providence, che, insieme con una seconda nave, la HMS Assistance, tentò una seconda spedizione per prelevare alberi del pane da Tahiti e trasportarle nelle Indie occidentali. Questa seconda spedizione ebbe successo e, durante il tragitto, Bligh prelevò alcuni frutti di blighia in Giamaica che consegnò alla Royal Society al suo ritorno. Il nome scientifico di questa pianta, Blighia sapida, fu scelto proprio in onore di Bligh.
In qualità di capitano della HMS Director Bligh partecipò alla battaglia di Camperdown dell'11 ottobre 1797, dove procurò seri danni a tre navi olandesi, la Haarlem, la Alkmaar e la Vrijheid. Il 2 aprile 1801, al comando della HMS Glatton, Bligh partecipò alla battaglia di Copenaghen, in occasione della quale ricevette un encomio formale dall'ammiraglio Horatio Nelson.

### Laribellione del rum
Nel 1805 fu nominato governatore del Nuovo Galles del Sud, per volere di Joseph Banks, incarico che iniziò a ricoprire di fatto solo nell'agosto del 1806. A causa del suo atteggiamento rigido nei confronti di ogni tipo di illecito, Bligh entrò presto in conflitto con il pioniere dell'industria della lana John Macarthur, e con altri importanti rappresentanti della corona britannica come Thomas Jamison, i quali da tempo avevano intrapreso una lunga serie di traffici e di speculazioni commerciali poco limpidi, ai quali Bligh intendeva porre un freno.

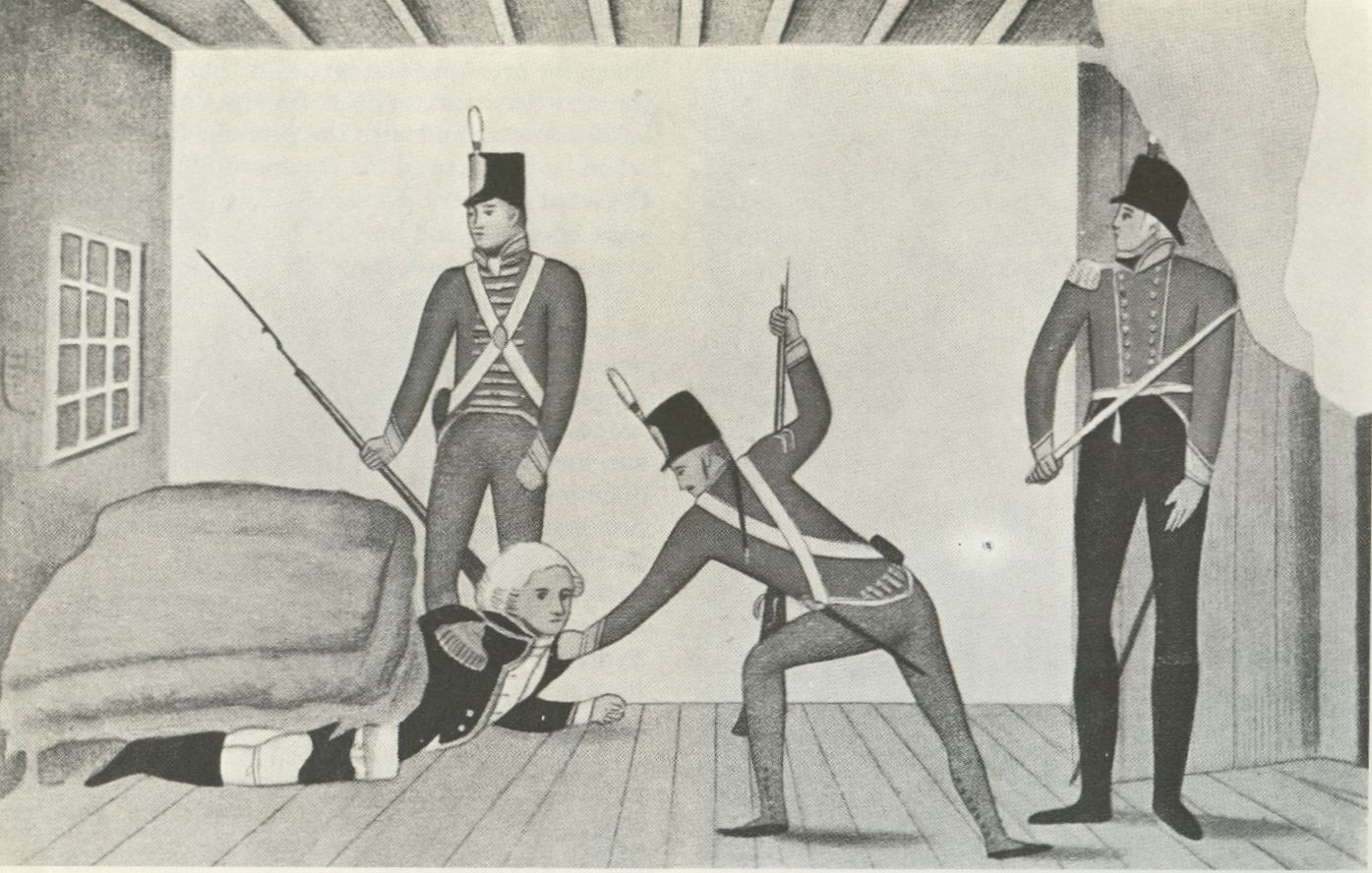
Disegno propagandistico dell'arresto di Bligh da parte della New South Wales Corps durante la ribellione del rum.

Il protrarsi di questo conflitto portò ad una vera e propria ribellione nota come ribellione del rum che portò nel 1808 alla deposizione e all'arresto di Bligh da parte dei rivoltosi, guidati dal comandante dei New South Wales Corps il maggiore George Johnston, il 26 gennaio 1808. Trasportato sulla HMS Porpoise come prigioniero, fu condotto nel porto di Hobart, in Tasmania, dove fu liberato solo agli inizi del 1810. Il 17 gennaio 1810 Bligh raggiunse il porto di Sydney ed iniziò subito a raccogliere prove per la messa sotto corte marziale di Johnston.

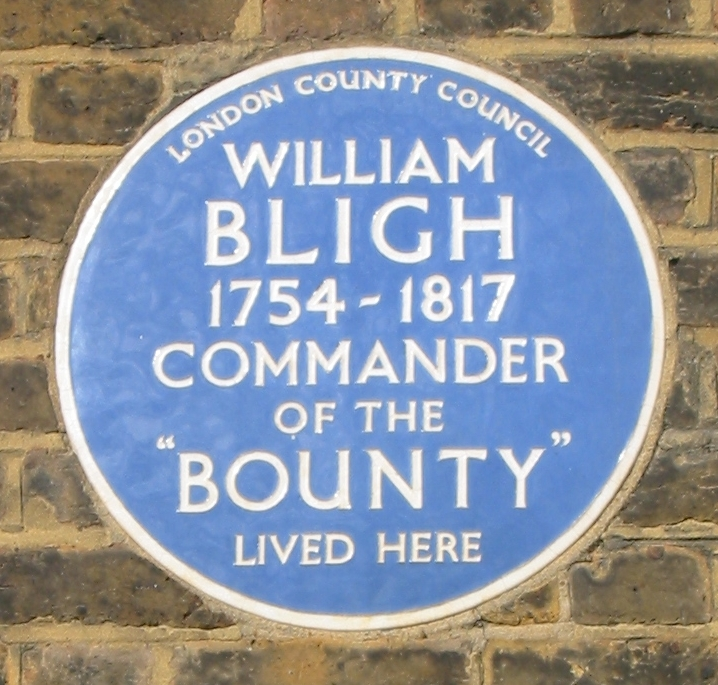
Targa commemorativa posta nella abitazione londinese di William Bligh.

Il processo, a cui partecipò attivamente, durò da maggio ad ottobre e portò alla condanna di Johnston che fu espulso dal corpo dei Royal Marines senza alcun compenso. Bligh ricevette la promozione a contrammiraglio e nel 1814 fu promosso viceammiraglio. Tuttavia questa promozione fu soltanto nominale, in quanto dopo la sua liberazione Bligh non ricevette incarichi rilevanti. Ma non restò inattivo e si dedicò alla progettazione del North Bull Wall, una barriera artificiale costruita alla foce del fiume Liffey, a Dublino, con lo scopo di contrastarne l'effetto Venturi. L'attuale North Bull Island è un isolotto artificiale frutto dei sedimenti di sabbia causati dal progetto di Bligh, il quale nel frattempo si dedicò alla rilevazione topografica della baia di Dublino.
Gli ultimi anni Bligh li visse nella sua casa, a Farningham, e morì in Bond Street, a Londra, il 6 dicembre 1817. Fu seppellito nel cimitero della chiesa parrocchiale di Lambeth.

## Rappresentazioni cinematografiche
Il personaggio di William Bligh è stato portato più volte sullo schermo e interpretato da:
- George Cross ne The Mutiny of the Bounty (1916)
- Mayne Lynton ne In the Wake of the Bounty (1933)
- Charles Laughton ne La tragedia del Bounty (1935)
- Trevor Howard ne Gli ammutinati del Bounty (1962)
- Anthony Hopkins ne Il Bounty (1984)